# Вентильная головка
Ве́нтильная голо́вка (в просторечии — кран-букса) — устройство для подачи и закрытия воды в смесителях вентильного типа — для холодной и горячей воды соответственно. Чаще всего изготовляется из латуни.

## Конструкция
Состоит из шлямбура (корпуса) (1), штуцера (2) и штока (8) (см. рис. 1.1). Шлямбур имеет резьбу (3) с прокладкой (5) для герметичного ввинчивания в корпус смесителя. Передняя часть шлямбура выполнена в виде шестигранника под гаечный (разводной) ключ. Штуцер закрепляется в шлямбуре с помощью быстросъёмной шайбы (7), которая надевается на канавку и служит как бы подшипником, когда букса установлена в смеситель, а также предотвращая её выпадение, когда она снята (штуцер вынимается внутрь шлямбура, если смотреть на него спереди).

## Виды букс

### Резьбовые буксы
В таких буксах внутренняя часть штуцера (см. рис. 1.1) представляет собой червячный винт с левой резьбой (4), которая вкручивается в шток (8), представляющий собой полый запорный шестигранник входящий в шестигранное гнездо шлямбура. Наружная часть штуцера имеет головку (6) под маховик. Штуцер, вращаясь, заставляет шток двигаться поступательно. На противоположном конце штока на шкворне (11) закреплена резиновая запорная прокладка (10), которая в закрытом положении полностью перекрывает седло клапана смесителя от водопровода, прекращая подачу воды. Для открытия/закрытия крана нужно сделать несколько оборотов (3-4). Недостатком буксы такого типа является относительно частый износ запорной прокладки. Когда она изнашивается и не держит воду, слышен характерный дребезжащий гул — вентиль резонирует. На рис. 2. показаны положения штока в открытом (слева) и закрытом положениях (справа). На переднюю резьбу для эстетичности внешнего вида надевается пластиковый или металлический декоративный колпак. Иногда вместо этого используется маховик с длинным стволом (закрытого типа), который полностью скрывает буксу.

### Металлокерамические буксы
В этих буксах подача/закрытие воды осуществляется при помощи металлокерамических тщательно отполированных дисков, обычно из окиси алюминия (Al2O3). Шлямбур в таких буксах имеет цилиндрическую форму с отверстиями по бокам цилиндра. Штуцер имеет два выступа, соединяемых с верхним, подвижным диском. Оба диска имеют прорези для подачи воды (верхний подвижный — V-образные вырезы, с которыми соединяются выступы штуцера; нижний неподвижный — окошки треугольной формы). Для открытия/закрытия такого крана нужно повернуть маховик на 90° или 180° в ту или иную сторону — тогда прорези либо совмещаются (вода идёт), либо перекрываются (воды нет). В торец шлямбура вставляется упорная резиновая прокладка, прижимающая нижний диск к верхнему, благодаря чему обеспечивается герметичность. Как и у резьбовой, у данной буксы также относительно часто изнашивается прижимная прокладка, об износе которой говорит дребезжащий гул. Также недостатком является высокая чувствительность к воде (особенно, если в воде присутствуют примеси песка) и желательность установки водоочистного фильтра.

## Совместимость
Буксы отечественного (СССР, Россия) и зарубежного производства не взаимозаменяемы, то есть невозможно заменить неисправную буксу на отечественном смесителе зарубежной и наоборот. То же относится и к маховикам: у отечественных букс головка под маховик квадратная, у зарубежных — шлицевая.
При замене нужно учитывать размеры буксы (1/2 или 3/8 дюйма), длину её штока и число шлицов (20 или 24) на импортных буксах (иначе маховик установить не удастся). Для маховика (вентиля) крестообразной формы используется специальная кран-букса с резьбой в верхней части. К ней прикручивается юбка маховика. В народе такую кран-буксу называют «под крест».

## Техника безопасности
- Перед заменой (ремонтом) буксы нужно обязательно отключить воду.
- Чрезмерная затяжка керамической буксы может вызвать поломку дисков[3].